# 利定昌
利定昌 ，JP（1954年1月—2009年10月17日），香港非官守太平紳士，香港上市公司希慎興業的前任主席兼執行董事，利希慎家族成員，父親及母親是利榮傑及梁趣沂。利定昌是「鴉片大王」利希慎的孫子。

## 生平
利定昌持有英國曼徹斯特大學土木工程理學士學位，英格蘭及威爾斯最高法院律師資格。
在2009年10月17日於家中辭世，享年55歲，希慎主席職位由鍾逸傑暫代。10月28日，家人於香港殯儀館館為利定昌舉行私人葬禮，只允許其近親和希慎興業約30名職員出席。靈堂內沒有掛上他的遺照，亦沒有輓聯，只有鮮花擺設，貫徹利定昌生前的神秘和低調作風。葬禮完成後，遺體隨即送往香港華人基督教聯會薄扶林道墳場安葬。

## 生前職位
- 希慎興業主席
- 國泰航空非執行董事
- 恒生銀行
- 南華早報集團
- 香港地產建設商會
- 馬士基（中國）有限公司非執行董事
- 利希慎基金理事
- 救世軍港澳軍區顧問